# Japan Open Tennis Championships 1999 - Qualificazioni doppio maschile
Le qualificazioni del doppio maschile del Japan Open Tennis Championships 1999 sono state un torneo di tennis preliminare per accedere alla fase finale della manifestazione. I vincitori dell'ultimo turno sono entrati di diritto nel tabellone principale. In caso di ritiro di uno o più giocatori aventi diritto a questi sono subentrati i lucky loser, ossia i giocatori che hanno perso nell'ultimo turno ma che avevano una classifica più alta rispetto agli altri partecipanti che avevano comunque perso nel turno finale.
Le qualificazioni del doppio del torneo Japan Open Tennis Championships 1999 prevedevano 6 coppie partecipanti di cui 2 sono entrate nel tabellone principale.

## Teste di serie
1. Kenneth Carlsen /  Sjeng Schalken (Qualificati)
2. Dennis van Scheppingen /  Rogier Wassen (Qualificati)

1. Hiroki Ishii /  Michihisa Onoda (ultimo turno)
2. Takahiro Terachi /  Yasufumi Yamamoto (ultimo turno)

## Qualificati
1. Kenneth Carlsen  /   Sjeng Schalken

1. Dennis van Scheppingen  /   Rogier Wassen

## Tabellone

### Legenda
| - Q = Qualificato - WC = Wild card - LL = Lucky loser | - ALT = Alternate - SE = Special Exempt - PR = Protected Ranking | - w/o = Walkover - r = Ritirato - d = Squalificato |

### Sezione 1
|  | Primo turno | Primo turno                  | Primo turno | Primo turno | Primo turno |  |  | Ultimo turno | Ultimo turno                   | Ultimo turno | Ultimo turno | Ultimo turno |  |
|  |             |                              |             |             |             |  |  |              |                                |              |              |              |  |
|  |             |                              |             |             |             |  |  |              |                                |              |              |              |  |
|  |             |                              |             |             |             |  |  | 3            | Hiroki Ishii Michihisa Onoda   | 6            | 3            | 4            |  |
|  | 3           | Hiroki Ishii Michihisa Onoda | 6           | 6           | 6           |  |  | 1            | Kenneth Carlsen Sjeng Schalken | 3            | 6            | 6            |  |
|  |             | Hiroki Kondo Ryota Taguchi   | 7           | 4           | 1           |  |  |              |                                |              |              |              |  |

### Sezione 2
|  | Primo turno | Primo turno                        | Primo turno                        | Primo turno | Primo turno |  |  | Ultimo turno | Ultimo turno                         | Ultimo turno                         | Ultimo turno | Ultimo turno |  |
|  |             |                                    |                                    |             |             |  |  |              |                                      |                                      |              |              |  |
|  |             |                                    |                                    |             |             |  |  |              |                                      |                                      |              |              |  |
|  |             |                                    |                                    |             |             |  |  | 4            | Takahiro Terachi Yasufumi Yamamoto   | Takahiro Terachi Yasufumi Yamamoto   | 2            | 4            |  |
|  | 4           | Takahiro Terachi Yasufumi Yamamoto | Takahiro Terachi Yasufumi Yamamoto | 6           | 6           |  |  | 2            | Dennis van Scheppingen Rogier Wassen | Dennis van Scheppingen Rogier Wassen | 6            | 6            |  |
|  |             | Jaimi Higa Alex Sugai              | Jaimi Higa Alex Sugai              | 4           | 2           |  |  |              |                                      |                                      |              |              |  |